# Trichoferus fissitarsis
Trichoferus fissitarsis är en skalbaggsart som beskrevs av Sama, Fallahzadeh, Rapuzzi, Fallahzadeh och Rapuzzi 2005. Trichoferus fissitarsis ingår i släktet Trichoferus och familjen långhorningar.
Artens utbredningsområde är Iran. Inga underarter finns listade i Catalogue of Life.